# Winter-Asienspiele 2025/Teilnehmer (Kuwait)
| Gelbes Symbol für Goldmedaillen mit stilisierten Olympischen Ringen | Graues Symbol für Silbermedaillen mit stilisierten Olympischen Ringen | Braundes Symbol für Bronzemedaillen mit stilisierten Olympischen Ringen |
| ------------------------------------------------------------------- | --------------------------------------------------------------------- | ----------------------------------------------------------------------- |
| —                                                                   | —                                                                     | —                                                                       |

Kuwait nahm an den Winter-Asienspiele 2025 in Harbin teil.

## Teilnehmer nach Sportarten

### Curling
| Wettbewerb             | Mixed-Doppel                                                                        |
| ---------------------- | ----------------------------------------------------------------------------------- |
| Athleten               | Fatema Abdulateef Saud Al Kandari                                                   |
| Gruppenphase           | Japan (L:W) Hongkong (2:11) Chinesisch Taipeh (3:13) Thailand (3:12) Mongolei (6:5) |
| Qualifikationsrunde    | ausgeschieden                                                                       |
| Halbfinale             | ausgeschieden                                                                       |
| Finale/Spiel um Bronze | ausgeschieden                                                                       |
| Rang                   | 10                                                                                  |

1. ↑  Kuwait musste das Spiel nach End 2 aus gesundheitlichen Gründen abbrechen.

### Eishockey
| Wettbewerb    | Männer |
| ------------- | --- |
| Athleten      | Mashari Al Ajmi Abdullah Al Asousi Jasem Al Awadhi Adam Barvík Waleryj Budsewitsch Abdulrazaq Al Daei Ilja Drosdezkich Mohammed Al Duaij Meshal Al Foudari Abdulaziz Al Khashan Abdulhosen Al Khashram Abdulaziz Al Maraghy Abdullah Al Maragi Mohammad Al Maraqi Salem Al Mari Zaid Al Saied Khalaf Khalaf Kamil Vávra Anton Zibin Bojan Ziđarević |
| Gruppenphase  | Kirgisistan (8:9 n. V.) Singapur (10:3) Bahrain (34:0) |
| Zwischenrunde | Turkmenistan (8:4) |
| Viertelfinale | ausgeschieden |
| Halbfinale    | ausgeschieden |
| Finale        | ausgeschieden |
| Rang          | 9 |

### Freestyle-Skiing
| Athleten          | Wettbewerbe | Qualifikation | Qualifikation | Finale | Finale | Rang |
| Athleten          | Wettbewerbe | Punkte        | Rang          | Punkte | Rang   | Rang |
| ----------------- | ----------- | ------------- | ------------- | ------ | ------ | ---- |
| Männer            |             |               |               |        |        |      |
| Salman Al Kandari | Halfpipe    | DNS           | DNS           | DNS    | DNS    | DNS  |
| Salman Al Kandari | Slopestyle  | N/A           | N/A           | 42,00  | 10     | 10   |

### Ski Alpin
| Athleten              | Wettbewerbe | 1. Lauf     | 1. Lauf | 2. Lauf     | 2. Lauf | Gesamt      | Gesamt |
| Athleten              | Wettbewerbe | Zeit        | Rang    | Zeit        | Rang    | Zeit        | Rang   |
| --------------------- | ----------- | ----------- | ------- | ----------- | ------- | ----------- | ------ |
| Männer                |             |             |         |             |         |             |        |
| Faris Al-Obaid        | Slalom      | 1:23,90 min | 45      | 1:21,72 min | 39      | 2:45,62 min | 39     |
| Abdulrahman Al Wahibi | Slalom      | 1:21,34 min | 44      | 1:18,52 min | 38      | 2:39,86 min | 38     |